# Mean Street
Mean Street (с англ. — «Средняя Улица») — восьмой в общем и первый с альбома Fair Warning сингл хард-рок группы Van Halen, выпущенный в мае 1981 года на лейбле Warner Bros.

## О сингле
Песня задала тон альбому в том смысле, что это очень мрачная и брутально звучащая песня. Трек открывается знаменитым сольным вступлением Эдди Ван Халена, в котором гитарист мастерски имитирует технику слэпа с басом, а также реализует оригинальную идею ритмического смещения. Введение также включает в себя многочисленные варианты использования постукивания по грифу в сочетании с искусственными гармониками. В целом, первые 30 секунд песни стали одним из истинных эталонов неподражаемого стиля Van Halen, и элементы вступления были включены в их выступления спустя долгое время после того, как сама песня была удалена из концертного сет-листа (наряду с подавляющим большинством классических песен Дэвида Ли Рота, как только Сэмми Хагар присоединился к группе). Собственно рифф выдержан в несколько более традиционном блюзовом стиле, хотя, как и в большинстве игр Ван Халена, его эффективность коренится в стиле и времени, с которым он исполняется. В разделе моста представлено изобретательное использование октав, а следующее соло включает в себя некоторые типичные для Эдварда Ван Халена шаблоны и фразы по три ноты на строку. В заключение, в песне есть раздел "разбивка атмосферы", в котором широко используется Рычаг тремоло для создания соответствующего настроения.
Текст Рота изображает монотонное ("searching for the latest thing, a break in this routine" — "в поисках чего-то новенького, перерыв в этой рутине") и тяжелое ("poor folks play for keeps down here" — "бедные люди играют здесь, чтобы выжить") существование в суровой части города. Наряду с большей частью записи, как в музыкальном, так и в лирическом плане, они резко контрастируют с категоризацией Van Halen "группа для вечеринок".
Интересно, что музыка к песне была произведением двух разных песен, которые были записаны на демо Van Halen в середине семидесятых. Соло из песни под названием "She’s the Woman" используется в качестве связующего звена между куплетами, а основной рифф взят из песни под названием "Voodoo Queen". Первая была в итоге выпущена в альбоме A Different Kind of Truth, вторая не была выпущена по состоянию на январь 2022 года.
Песня вернулась на концертный сет группы впервые за много лет во время III тура, в котором на вокале выступил Гари Черон. Это было одним из основных элементов тура воссоединения группы 2007-2008 годов.
На обложке изображена деталь из картины "лабиринт" канадского художника Уильяма Курелека, изображающая его измученную юность. Обложка альбома сопровождается вставкой чёрно-белого изображения группы, а также видом гипсокартона гетто с натянутой на него проволокой, треснувшими окнами наверху и логотипом Roth-era Van Halen с потрескавшейся штукатуркой на левом крыле. Кроме того, на стене есть лирика этого сингла — "...and someone said fair warning, Lord will strike that poor boy down, turned from hunted into hunter, went to hunt somebody down..." ("...и кто-то сказал справедливое предупреждение, Господь поразит этого бедного мальчика, превратившегося из преследуемого в охотника, отправившегося на охоту за кем-то ...").

## Список композиций
| №  | Название      | Длительность |
| -- | ------------- | ------------ |
| 1. | «Mean Street» | 4:58         |

| №  | Название              | Длительность |
| -- | --------------------- | ------------ |
| 1. | «Push Comes To Shove» | 3:49         |

## Участники записи
- Алекс Ван Хален — ударные
- Эдди Ван Хален — электрогитара, бэк-вокал
- Майкл Энтони — бас-гитара, бэк-вокал
- Дэвид Ли Рот — вокал